# Rotem Gafinovitz
Rotem Gafinovitz (Hebreeuws: רותם גפינוביץ') (Maccabim) (Modi'in-Maccabim-Re'ut), 9 juni 1992) is een Israëlisch wielrenner. Ze is meervoudig Israëlisch kampioen tijdrijden en in 2015 won ze ook de nationale titel op de weg.

## Carrière
Gafinovitz maakte haar wielerdebuut in 2010 waar ze bij de junioren als tweede eindigde in zowel de tijdrit als op de weg. In 2011 sloot ze zich aan bij het Belgische Dura Vermeer Cycling Team. Sinds haar 17e, in januari 2010, woont ze bij een gastgezin in Roosendaal.
In 2015 won Gafinovitz zowel het Israëlisch kampioenschap wielrennen op de weg als het kampioenschap mountainbiken. Op 15 maart 2016 maakte zij de overstap naar de Nederlandse amateurwielerploeg Jos Feron Lady Force, om in 2017 prof te worden bij WM3 Pro Cycling, de ploeg van Marianne Vos onder leiding van Jeroen Blijlevens. Deze ploeg ging in 2018 verder als Waowdeals Pro Cycling. In 2019 stapte ze over naar het Duitse Canyon-SRAM In 2021 reed ze de eerste vijf maanden voor de Canadese wielerploeg InstaFund La Prima, om in juni over te stappen naar het Belgische Bingoal Casino-Chevalmeire. In 2022 kwam ze uit voor Roland Cogeas Edelweiss Squad.

## Palmares
2011

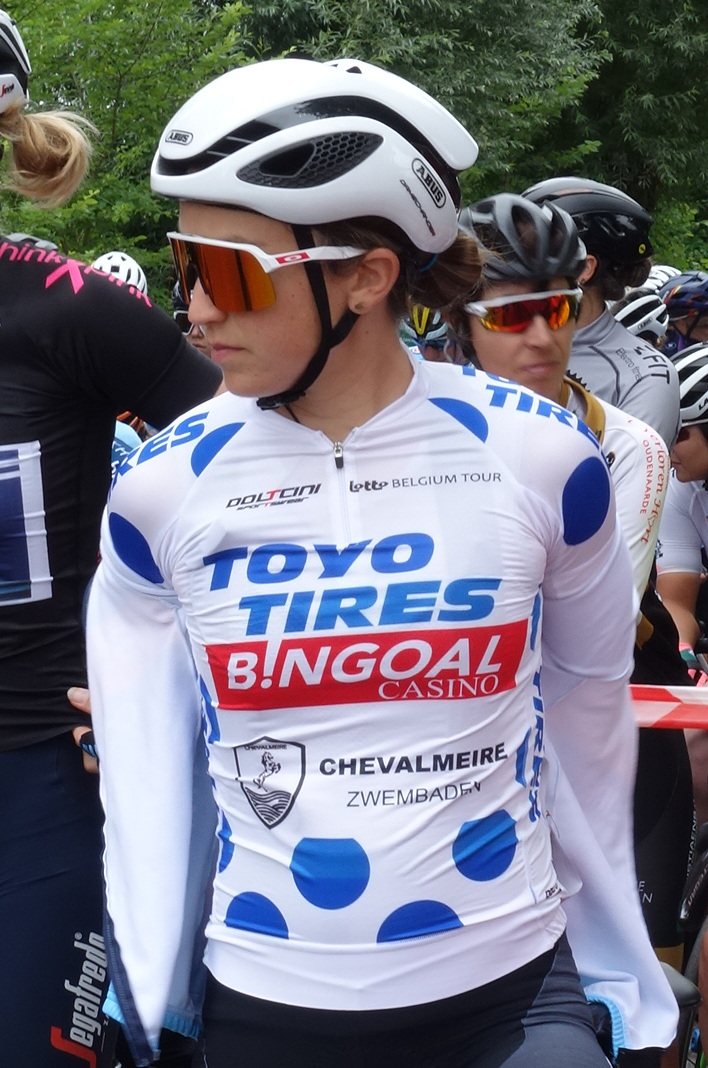
Gafinovitz droeg de bolletjestrui in de slotrit van de Lotto Belgium Tour 2021.

 Israëlisch kampioenschap tijdrijden
2012
 Israëlisch kampioenschap tijdrijden
 Israëlisch kampioenschap op de weg
2013
 Israëlisch kampioenschap tijdrijden
 Israëlisch kampioenschap op de weg
2015
 Israëlisch kampioenschap tijdrijden
 Israëlisch kampioene op de weg
 Israëlisch kampioene mountainbike
2016
 Israëlisch kampioenschap op de weg
2017
 Israëlisch kampioenschap tijdrijden
4e Israëlisch kampioenschap op de weg
2018
 Israëlisch kampioene tijdrijden
 Israëlisch kampioenschap op de weg
2019
 Israëlisch kampioen tijdrijden
 Israëlisch kampioenschap op de weg
Tour of Arava
2021
 Israëlisch kampioen tijdrijden
 Israëlisch kampioenschap op de weg
2022
 Israëlisch kampioenschap tijdrijden
 Israëlisch kampioenschap op de weg
2023
 Israëlisch kampioen tijdrijden
 Israëlisch kampioenschap op de weg
2024
 Israëlisch kampioen tijdrijden
 Israëlisch kampioen op de weg

### Resultaten in voornaamste wedstrijden
| Jaar | Ronde van Vlaanderen | Parijs-Roubaix | Amstel Gold Race | Luik-Bast.‑Luik | Brabantse Pijl | Waalse Pijl | Classic Lorient Agglomération |  | WK op de weg |
| ---- | -------------------- | -------------- | ---------------- | --------------- | -------------- | ----------- | ----------------------------- |  | ------------ |
| 2012 |                      |                |                  |                 |                |             |                               |  | opgave       |
| 2013 | opgave               |                |                  |                 |                |             |                               |  |              |
| 2016 |                      |                |                  |                 | 69e            |             |                               |  | opgave       |
| 2017 |                      |                |                  |                 | 41e            |             | opgave                        |  | opgave       |
| 2018 |                      |                |                  |                 | 57e            | opgave      | 52e                           |  | opgave       |
| 2019 |                      |                |                  |                 |                |             | 87e                           |  | opgave       |
| 2020 |                      |                |                  |                 |                |             |                               |  |              |
| 2021 |                      |                |                  |                 |                |             |                               |  | 86e          |
| 2022 |                      | 94e            | opgave           | buit.tijd       | opgave         | 83e         | 74e                           |  |              |
| 2023 |                      |                |                  |                 |                |             |                               |  | opgave       |
| 2024 |                      |                |                  |                 | opgave         |             |                               |  | opgave       |

## Ploegen
2017 –  WM3 Pro Cycling
2018 –  Waowdeals Pro Cycling
2019 –  Canyon-SRAM
2020 –  Canyon-SRAM

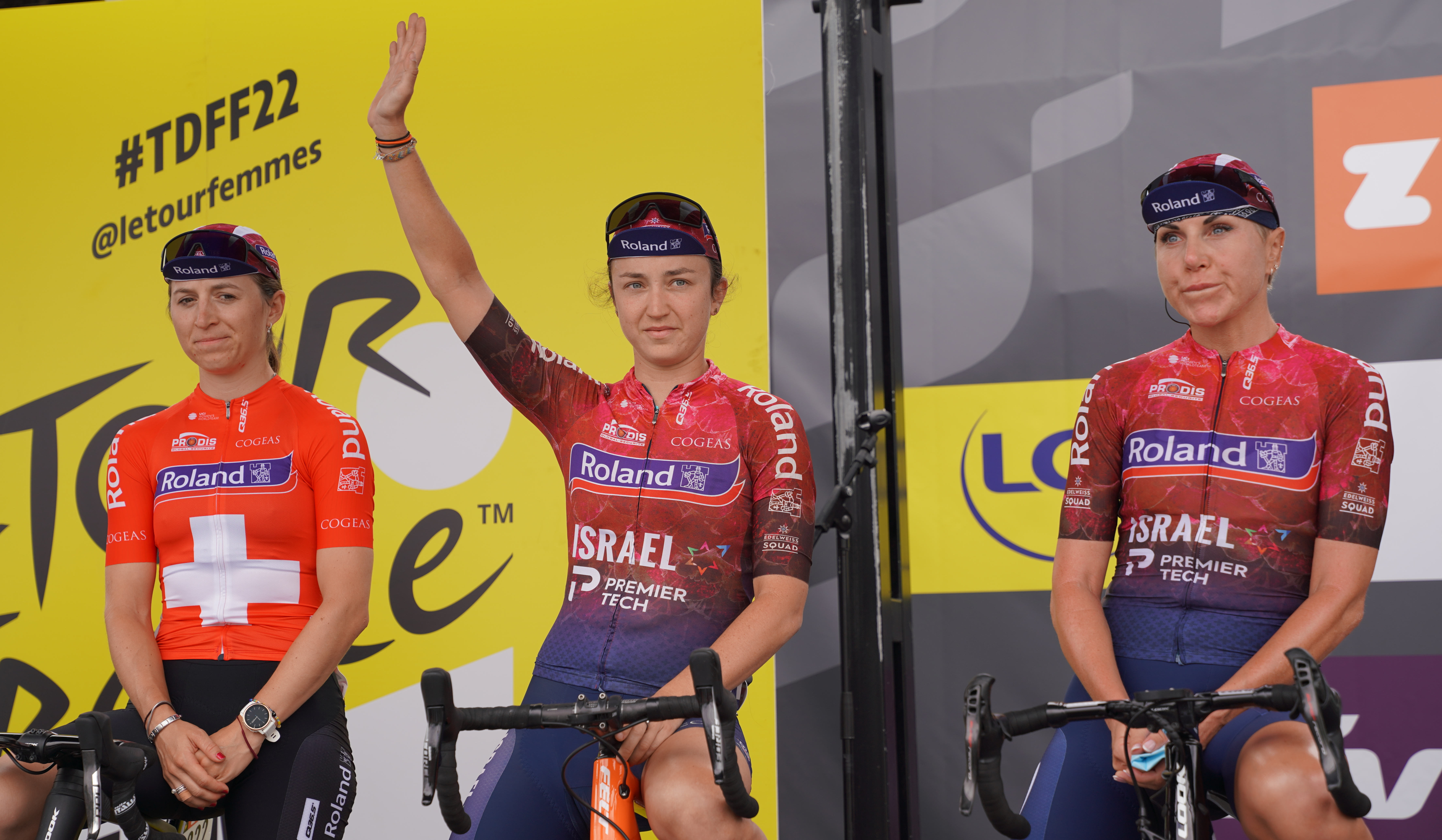
Met haar team Roland Cogeas Edelweiss Squad in de Tour de France Femmes 2022.

2021 –  InstaFund La Prima (tot 31 mei)
2021 – Bingoal Casino-Chevalmeire (vanaf 1 juni)
2022 –  Roland Cogeas Edelweiss Squad (vanaf 8 februari)
2023 –  Hess Cycling Team (vanaf 1 februari)
2024 –  Hess Cycling Team
Gafinovitz · Kastelijn · Kitchen · Korevaar · Koster · Markus · Niewiadoma · Plichta · Scandolara · Tenniglo · Vos
Gafinovitz · Van der Heijden · Kastelijn · Korevaar · Koster · Markus · Van de Ree · Rooijakkers · Rowe · Stultiens · Vos
Amialiusik · A. Barnes · H. Barnes · Cecchini · Cromwell · Erath · Ferrand-Prévot · Gafinovitz · Harris · Klein · Ludwig · Niewiadoma · Riffel · Ryan · Shapira · Thorvilson
Amialiusik · A. Barnes · H. Barnes · Cecchini · Cromwell · Erath · Ferrand-Prévot · Gafinovitz · Harris · Klein · Ludwig · Niewiadoma · Pratt · Riffel · Ryan · Shapira · Thorvilson